# Idaea paulesca
Idaea paulesca là một loài bướm đêm trong họ Geometridae.